# Orthocercodes zarudnyi
Orthocercodes zarudnyi är en insektsart som först beskrevs av Boris Petrovich Uvarov 1929.  Orthocercodes zarudnyi ingår i släktet Orthocercodes och familjen vårtbitare. Inga underarter finns listade i Catalogue of Life.